# Pterolophia mortoni
Pterolophia mortoni är en skalbaggsart som beskrevs av Stefan von Breuning 1964. Pterolophia mortoni ingår i släktet Pterolophia och familjen långhorningar. Inga underarter finns listade i Catalogue of Life.